# District de Svidník
Le district de Svidník est l'un des 79 districts de Slovaquie dans la région de Prešov.

## Démographie

### Évolution de la population
| Année:               | 1994.  | 2004.   | 2014.   | 2024.   |
| -------------------- | ------ | ------- | ------- | ------- |
| Nombre de personnes: | 32 982 | 33 399  | 32 997  | 31 041  |
| Différence:          |        | +1,26 % | -1,20 % | -5,92 % |

| Année:               | 2023.  | 2024.   |
| -------------------- | ------ | ------- |
| Nombre de personnes: | 31 183 | 31 041  |
| Différence:          |        | -0,45 % |

## Liste des communes
Source :

### Villes
- Svidník
- Giraltovce

### Villages
Belejovce | Beňadikovce | Bodružal | Cernina | Cigla | Dlhoňa | Dobroslava | Dubová | Dukovce | Fijaš | Havranec | Hrabovčík | Hunkovce | Jurkova Voľa | Kalnište | Kapišová | Kečkovce | Kobylnice | Korejovce | Kračúnovce | Krajná Bystrá | Krajná Poľana | Krajná Porúbka | Krajné Čierno | Kružlová | Kuková | Kurimka | Ladomirová | Lúčka | Lužany pri Topli | Matovce | Medvedie | Mestisko | Mičakovce | Miroľa | Mlynárovce | Nižná Jedľová | Nižná Pisaná | Nižný Komárnik | Nižný Mirošov | Nižný Orlík | Nová Polianka | Okrúhle | Príkra | Pstriná | Radoma | Rakovčík | Rovné | Roztoky | Soboš | Stročín | Svidnička | Šarbov | Šarišský Štiavnik | Šemetkovce | Štefurov | Vagrinec | Valkovce | Vápeník | Vyšná Jedľová | Vyšná Pisaná | Vyšný Komárnik | Vyšný Mirošov | Vyšný Orlík | Železník | Želmanovce